# Львовская научная библиотека имени В. Стефаника
Львовская национальная научная библиотека им. В. Стефаника НАН Украины (укр. Львівська національна наукова бібліотека імені В.Стефаника НАН України) — одна из крупнейших библиотек Украины. Расположена в центре города, на улице Стефаника, 2. Здание библиотеки — образец архитектуры классицизма.

## Здание
Здание будущей библиотеки было построено в 1651—1677 как костёл и монастырь ордена кармелиток обутых. Костёл был решён в стиле барокко, с овальным центральным нефом. Проект перестройки монастыря и костёла был составлен для библиотеки и музея Общества Оссолинских, польского научно-образовательного общества архитектором П. Нобиле, и изменён инженером Ю. Бемом. Строительством руководили архитекторы Ф. Бауман н 3. Зальцман (1827). Двухэтажное здание сложной конфигурации, выстроено пропорционально и уравновешено, в плане асимметричное, двухэтажное; к нему примыкает бывшая церковь (ныне книгохранилище). Центральный вход выделен ризалитом с открытой арочной галереей на коринфских полуколоннах в первом этаже. Боковой фасад украшен коринфским портиком. Перед входом в 1971 году поставлен памятник В. Стефанику работы скульптора В. Сколоздры и архитектора М. Вензиловича.

## История

### Ossolineum
В 1817 году графом Йозефом Максимилианом Оссолинским была заложена частная библиотека, фонды которой были дополнены книгами из коллекции Любомирских, Скарбков, Сапегов и других частных собраний, позже было основано польское научно-исследовательское общество (Ossolineum), которое начало свою работу в 1827 году. В годы Австро-Венгерской монархии общество стало центром польских исследований. После перехода Львова в СССР в 1939 году институт был упразднён, во время немецкой оккупации Львова библиотека была переименована в Государственную библиотеку (нем. Staatsbibliothek Lemberg), во время немецкой оккупации часть библиотеки была эвакуирована в Краков, была утрачена часть гравюр Дюрера. В 1947 году менее 30 % фондов Оссолинеума (217 тыс. единиц — два железнодорожных состава) были перевезены во Вроцлав, где была основана Национальная библиотека им. Оссолинских (ZNiO). В этом же году 10 тыс. томов было передано Библиотеке АН СССР в Москву. Передача фондов Польше не прекращалась и всё послевоенное время, так, последняя датируется 1987 годом.

### Послевоенное время
Научная библиотека им. В. Стефаника НАН Украины формально была основана 2 января 1940 года. Библиотека была составлена на основе 84 ведомственных и частных библиотек Львова и всего западного региона Украины. Сюда вошли библиотеки Научного общества имени Тараса Шевченко и Народного дома (около 500 тыс. единиц хранения), собрания общества «Просвита», часть библиотеки и архива Ставропигийского института, конфискованные библиотеки монастырей, частные собрания, а также библиотека Института Оссолинских, в здании которого библиотека и разместилась.
Смена официальных названий библиотеки:
- С 1944 года — Львовская библиотека АН УССР;
- С 1963 года — Львовская государственная научная библиотека Министерства культуры УССР;
- С 1969 года — Львовская государственная научная библиотека АН УССР;
- С 1971 года — Львовская научная библиотека им В. Стефаника АН УССР;
- С 1989 года — присвоен статус научно-исследовательского института;
- Начиная с 1994 года — Львовская научная библиотека им. В. Стефаника НАН Украины;
- 10 апреля 2008 года указом Президента Украины библиотеке присвоен статус национальной.

Здесь хранятся прижизненные издания произведение А. Пушкина, М. Лермонтова, Т. Шевченко, Н. Гоголя, Л. Толстого, И. Франко, А. Чехова, Л. Украинки, М. Коцюбинского, В. Гюго, О. Бальзака, А. Дюма, Ч. Диккенса, А. Мицкевича и многих других писателей. Одни из ценнейших приобретений библиотеки — оригиналы писем Б. Хмельницкого, И. Франко, М. Горького, Л. Украинки, В. Гюго, В. Короленко, О. Кобылянской, В. Стефаника, О. Маковея и библиотека графа Баворовского. 
Книжный фонд библиотеки — более 7 миллионов экземпляров, среди них более 75 тысяч рукописей и  около 38 тысяч нотных изданий.

### Фонды
Фонд отдела редкостной книги (250 тыс. единиц) — коллекции инкунабул, палеотипов, нелегальных и миниатюрных изданий, почтовых открыток, изданий Ивана Фёдорова, Львовского братства, Уневского монастыря, собрания всех западноевропейских печатных центров начиная с XV в.
Фонды отдела рукописей — 120 тыс. рукописей XIII—XX вв.
Фонд графики — начиная с XV в., среди них гравюры Альбрехта Дюрера, Рембрандта.